# Weibull (släkt)
Weibull är en svensk släkt som ursprungligen kom från byn Weibøl, idag Vedbøl, Vedsteds socken, Haderslevs kommun, på Sønderjylland. Den bosatte sig senare i Skåne. Stamfader där var kronofogden i Göinge, Lauritz Hansen Weibull,  som levde i början av 1600-talet.  
Den dansk-norska adelssläkten Falsen delar samma stamfader från byn Weibøl.
Släkten har tre grenar som kallas Hultserödsgrenen, Lövestadsgrenen och Kongagrenen.

## Lövestadsgrenen
Walfrid Weibull (1833–1903) grundade familjeföretaget W. Weibull AB (Weibulls) 1870; firman bytte namn 1908 till Weibullsholms Växtförädlingsanstalt. 1986 övertog AB Volvo företaget och genom en sammanslagning med Svalöf AB bytte företaget namn 1993 till Svalöf Weibull AB. Sedan 2010 heter det Lantmännen SW Seed AB.
Historikerna Martin Weibull, Lauritz Weibull, Curt Weibull och Jörgen Weibull har lämnat betydande forskning efter sig om framför allt Skånes historia och biografier över kungligheter.
Waloddi Weibull (1887–1979), professor i teknisk fysik vid KTH, har, i anslutning till grundläggande forskning om metallers hållfasthet och livslängd, definierat den statistiska Weibullfördelningen.

## Personer med efternamnet Weibull
- Carl Gustaf Weibull (1881–1962), arkivarie
- Charlotte Weibull (1917–2015), folklivskonstnär och docktillverkare
- Curt Weibull (1886–1991), historiker, professor, högskolerektor
- Gunnar Weibull (1919–1964), genetiker, företagsledare, politiker, högerpartist
- Harry Weibull (1875–1946), affärsman
- John Weibull (1881–1957), affärsman
- Jörgen Weibull (1924–1998), historiker, politiker, folkpartist
- Jörgen Weibull (nationalekonom) (född 1948), matematiker och nationalekonom
- Lauritz Weibull (1873–1960), historiker, professor
- Lisa Weibull (1883–1970), målare
- Louise af Ekenstam, född Weibull (1865–1935), rösträttsaktivist, kommunpolitiker
- Lennart Weibull (född 1946), professor, massmedieforskare, prorektor
- Marie Weibull Kornias (född 1954), politiker, moderat
- Martin Weibull (historiker) (1835–1902), historiker, professor
- Martin Weibull (statistiker) (1920–1998) universitetslektor
- Mattias Weibull (1783–1838), jurist, borgmästare och häradshövding
- Mats Weibull (1856–1923), geolog och ämbetsman
- Nils Weibull (1885–1975), civilingenjör
- Nina Weibull (född 1947), konstvetare och författare
- Peter Weibull Bernström (född 1946), moderat politiker
- Richard Weibull (1852–1917), lantbrukare och mosskulturforskare
- Richard Weibull (företagsledare) (1878–1950), lärare och företagsledare
- Walfrid Weibull (1833–1903), fröförädlare, företagare
- Waloddi Weibull (1887–1979), ingenjör, matematiker, professor
- Walter Weibull (1874–1911), växtförädlare
- William Weibull (1883–1962), fröförädlare, företagare